# Kateřina Lojdová
Kateřina Lojdová, née le 22 janvier 1977 à Prague, est une actrice de théâtre, de télévision et de cinéma tchèque.
Elle est aussi actrice de doublage pour de nombreux films et téléfilms.

## Biographie
À l'âge de cinq ans, elle apparaît dans le film Kouzelné dobrodružství réalisé par Antonín Kachlík.  
Diplômée du Conservatoire de Prague, elle se spécialise en musique et en théâtre. Pendant ses études, elle joue pour le Théâtre National. 
Elle occupe ensuite un poste au Městské divadlo Mladá Boleslav (cs) (Théâtre Městský Mladá Boleslav), où elle reste jusqu'à la fin des années 1990. C'est là qu'elle rencontre Ondřej Sokol (cs). Elle entre ensuite au Městská divadla pražská (cs) (Théâtre Městský Pražských), où elle travaille à temps partiel pour élever son premier enfant puis « en freelance » pour son deuxième, après un engagement de trois ans au Divadlo Na Jezerce (cs),. Elle est également invitée à jouer dans d'autres théâtres pragois tels au Činoherní klub, elle joue dans la pièce Betrayal du dramaturge britannique Harold Pinter, en compagnie de l'acteur et metteur en scène Ondřej Sokol, son ex-mari,. 
Alors qu'elle est encore au conservatoire, elle s'est également lancée dans le doublage. Elle double par exemple les chœurs de la série Beverly Hills 90210. Elle devient, entre autres, la voix de TV Nova pour le doublage des bandes-annonces, d'abord sur Nova Action, puis sur la chaîne principale,.
Après une relation de deux ans, elle a été mariée pendant 11 ans au réalisateur et acteur Ondřej Sokol, dont elle a divorcé en 2011. Ils ont deux enfants ensemble : l'aînée Ester et le cadet de 4 ans Adam,.

## Filmographie
- 1982 : Kouzelné dobrodružství, film de Antonín Kachlík : une petite fille
- 1984 : Pessi ja Illusia, film de Heikki Partane
- 1989 : Slunce, seno a pár facek, film de Zdeněk Troška : Gábina Tejfarová
- 1991 : Slunce, seno, erotika, film de Zdeněk Troška : Gábina Tejfarová
- 1994 : Marie Růžička, téléfilm
- 1995 : Byl jednou jeden polda, film
- 1997 : Červený kamínek, téléfilm
- 1997 : O vílách Rojenicích, téléfilm
- 1998 : Krupice, téléfilm
- 1998 : Ohrada snů, téléfilm
- 1999 : Muž s duchem, téléfilm
- 2000 : Pra pra pra, série télévisée
- 2001 : Naše děti, téléfilm
- 2003 : Útěk do Budína, série télévisée
- 2005 : Ordinace v růžové zahradě, série télévisée
- 2005 : Ulice, série télévisée
- 2006 : Horákovi (cs), série télévisée
- 2008 : Ulice: Velká trojka, téléfilm
- 2009 : Jánošík – Pravdivá historie (cs), film
- 2010 : Zázraky života, série télévisée
- 2011 : Aféry, série télévisée
- 2014 : Kriminálka Anděl, série télévisée
- 2015 : Místo zločinu Plzeň, série télévisée
- 2016 : Doktoři z Počátků, série télévisée
- 2016 : Jan Masaryk, histoire d'une trahison, film de Julius Ševčík : Hana Benešová
- 2017 : Ohnivý kuře, série télévisée
- 2017 : Přístav, série télévisée
- 2020 : Místo zločinu Ostrava, série télévisée